# WTA Finals 2016
El BNP Paribas WTA Finals 2016, també anomenada Copa Masters femenina 2016, és l'esdeveniment que va reunir les vuit millors tennistes individuals i les vuit millors parelles femenines de la temporada 2016. Es tractava de la 46a edició en individual i la 41a en dobles. Es va disputar sobre pista dura entre el 24 i el 30 d'octubre de 2016 al Singapore Indoor Stadium de Singapur.
La tennista eslovaca Dominika Cibulková va aconseguir el títol més important de la seva carrera, tot just la primera vegada que es classificava per aquest torneig. Cibulková es va classificar per les semifinals guanyant únicament el darrer partit de la fase de grups. La parella russa formada per Iekaterina Makàrova i Ielena Vesninà van guanyar per primera vegada aquest títol alhora que van impedir que la seva rival, l'estatunidenca Bethanie Mattek-Sands, accedís al número 1 en categoria de dobles.

## Format

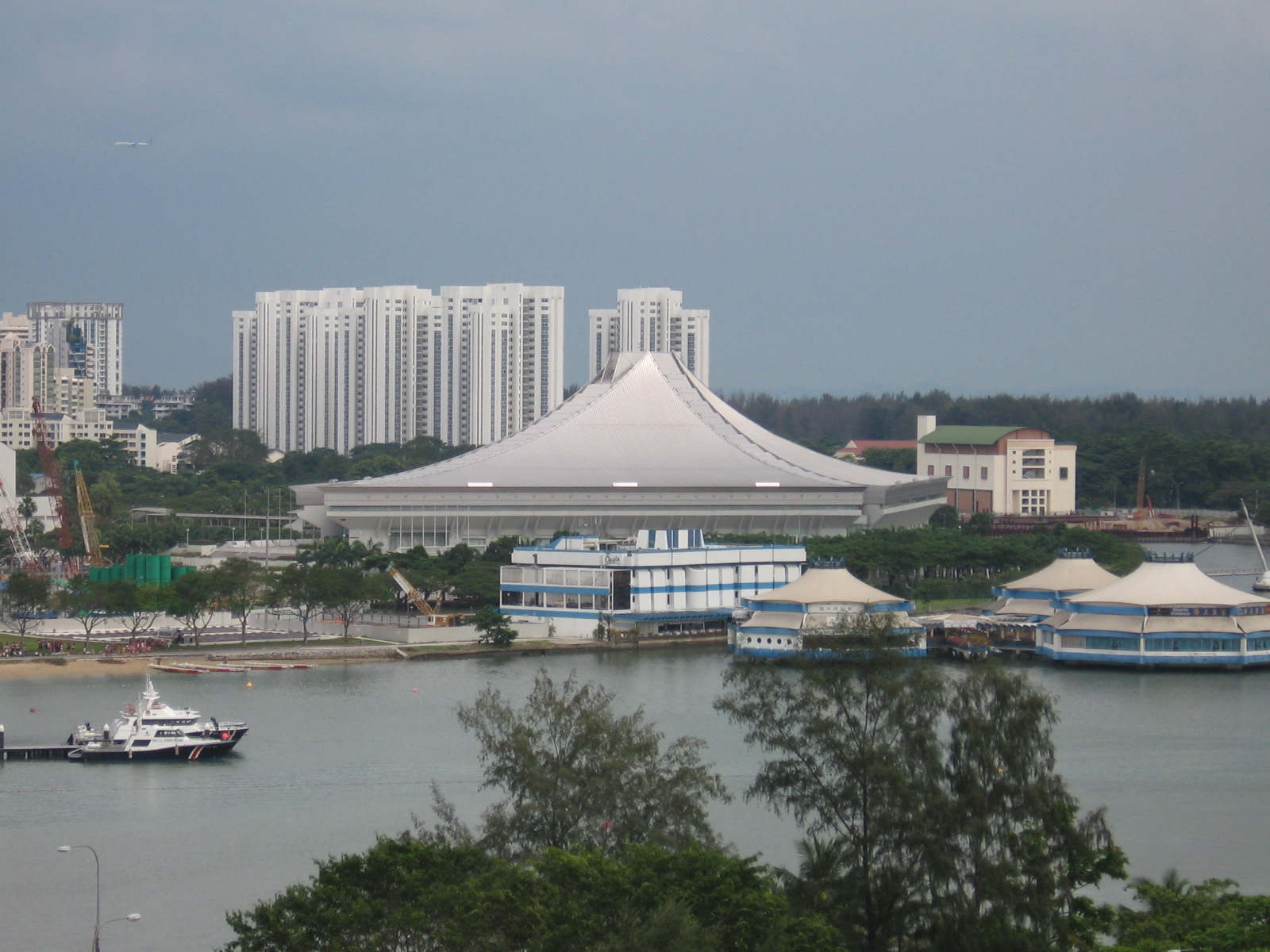
Singapore Indoor Stadium

Les vuit tennistes classificades disputen una fase inicial en el format Round Robin en dos grups de quatre, anomenats grup blanc i grup vermell. Durant els primers quatre dies es disputen els partits d'aquests grups, de manera que cada tennista disputa tres partits contra la resta d'integrants del seu grup. Les dues millors tennistes de cada grup avancen a semifinals. Les vencedores de semifinals disputen la final. El sistema de classificació del sistema Round Robin es determina mitjançant els següents criteris:
1. Nombre de victòries
2. Nombre de partits disputats
3. En empats de dues jugadores, el resultat directe
4. En empats de tres jugadores, percentatge de sets i després jocs
5. Decisió del comitè organitzatiu

En categoria de dobles, s'utilitza el mateix format a diferència de les edicions prèvies o només hi accedien les quatre millors directament a semifinals.

## Individual

### Classificació
| Rq | Tennista                       | Grand Slam | Grand Slam | Grand Slam | Grand Slam | Premier Mandatory | Premier Mandatory | Premier Mandatory | Premier Mandatory | Millors Premier 5 | Millors Premier 5 | Altres millors resultats | Altres millors resultats | Altres millors resultats | Altres millors resultats | Altres millors resultats | Altres millors resultats | Punts | Torn. |
| -- | ------------------------------ | ---------- | ---------- | ---------- | ---------- | ----------------- | ----------------- | ----------------- | ----------------- | ----------------- | ----------------- | ------------------------ | ------------------------ | ------------------------ | ------------------------ | ------------------------ | ------------------------ | ----- | ----- |
| Rq | Tennista                       | AUS        | RG         | WIM        | USO        | INW               | MIA               | MAD               | PEQ               | 1                 | 2                 | 1                        | 2                        | 3                        | 4                        | 5                        | 6                        | Punts | Torn. |
| 1  | Angelique Kerber 22/08/2016    | G 2000     | R128 10    | F 1300     | G 2000     | R64 10            | SF 390            | R64 10            | R16 120           | F 585             | SF 350            | G 470                    | F 305                    | SF 185                   | R16 105                  | QF 100                   | R16 55                   | 8.000 | 20    |
| −  | Serena Williams 22/08/2016     | F 1300     | F 1300     | G 2000     | SF 780     | F 650             | R16 120           | A 0               | A 0               | G 900             |                   |                          |                          |                          |                          |                          |                          | 7.050 | 7     |
| 2  | Agnieszka Radwańska 04/10/2016 | SF 780     | R16 240    | R16 240    | R16 240    | SF 390            | R16 120           | R64 10            | G 1000            | SF 350            | QF 190            | G 470                    | G 280                    | SF 185                   | SF 185                   | R16 105                  | QF 100                   | 4.975 | 19    |
| 3  | Simona Halep 29/09/2016        | R128 10    | R16 240    | QF 430     | QF 430     | QF 215            | QF 215            | G 1000            | R16 120           | G 900             | SF 350            | SF 350                   | G 280                    | SF 185                   |                          |                          |                          | 4.728 | 17    |
| 4  | Karolína Plíšková 04/10/2016   | R32 130    | R128 10    | R64 70     | F 1300     | SF 390            | R64 10            | R32 65            | R16 120           | G 900             | R16 105           | F 305                    | G 280                    | SF 110                   | R16 105                  | QF 100                   | QF 100                   | 4.100 | 21    |
| 5  | Garbiñe Muguruza 14/10/2016    | R32 130    | G 2000     | R64 70     | R64 70     | R64 10            | R16 120           | R32 65            | R16 120           | SF 350            | SF 350            | QF 190                   | QF 100                   | QF 100                   | QF 90                    |                          |                          | 3.736 | 19    |
| 6  | Madison Keys 16/10/2016        | R16 240    | R16 240    | R16 240    | R16 240    | R64 10            | QF 215            | R16 120           | SF 390            | F 585             | F 585             | G 470                    | QF 190                   | SF 110                   |                          |                          |                          | 3.637 | 15    |
| 7  | Dominika Cibulková 16/10/2016  | R128 10    | R32 130    | QF 430     | R32 130    | R64 35            | R64 35            | F 650             | R32 10            | F 650             | R16 105           | G 470                    | G 280                    | G 280                    | SF 185                   | F 180                    | SF 110                   | 3.625 | 22    |
| 8  | Svetlana Kuznetsova 22/10/2016 | R64 70     | R16 240    | R16 240    | R64 70     | R64 10            | F 650             | R64 10            | R16 120           | SF 350            | QF 190            | G 470                    | G 470                    | QF 190                   | QF 190                   | SF 110                   | SF 110                   | 3.490 | 20    |
| S1 | Johanna Konta                  | SF 780     | R128 10    | R64 70     | R16 240    | R16 120           | QF 215            | R64 10            | F 650             | QF 190            | QF 190            | G 470                    | SF 185                   | R16 105                  | R16 105                  | QF 60                    | R16 55                   | 3.455 | 22    |
| S2 | Carla Suárez Navarro           | QF 430     | R16 240    | R16 240    | R16 240    | A 0               | R64 10            | R16 120           | R64 10            | G 900             | QF 190            | SF 185                   | SF 185                   | SF 110                   | R16 105                  | R16 105                  | QF 100                   | 3.170 | 22    |

### Fase grups

#### Grup vermell
| CS | Jugadora           | A. Kerber        | S. Halep    | M. Keys  | D. Cibulková     | V − D | Sets  | Jocs    | Pos. |
| 1  | Angelique Kerber   |                  | 6−4, 6−2    | 6−3, 6−3 | 7−6(5), 2−6, 6−3 | 3 − 0 | 6 − 1 | 39 − 27 | 1    |
| 3  | Simona Halep       | 4−6, 2−6         |             | 6−2, 6−4 | 3−6, 6−7(5)      | 1 − 2 | 2 − 4 | 27 − 31 | 3    |
| 6  | Madison Keys       | 3−6, 3−6         | 2−6, 4−6    |          | 6−1, 6−4         | 1 − 2 | 2 − 4 | 24 − 39 | 4    |
| 7  | Dominika Cibulková | 6−7(5), 6−2, 3−6 | 6−3, 7−6(5) | 1−6, 4−6 |                  | 1 − 2 | 3 − 4 | 33 − 36 | 2    |

#### Grup blanc
| CS | Jugadora            | A. Radwańska  | K. Plíšková      | G. Muguruza      | S. Kuznetsova    | V − D | Sets  | Jocs    | Pos. |
| 2  | Agnieszka Radwańska |               | 7−5, 6−3         | 7−6(1), 6−3      | 5−7, 6−1, 5−7    | 2 − 1 | 5 − 2 | 42 − 32 | 2    |
| 4  | Karolína Plíšková   | 5−7, 3−6      |                  | 6−2, 6−7(4), 7−5 | 6−3, 2−6, 6−7(6) | 1 − 2 | 3 − 5 | 41 − 43 | 3    |
| 5  | Garbiñe Muguruza    | 6−7(1), 3−6   | 2−6, 7−6(4), 5−7 |                  | 3−6, 6−0, 6−1    | 1 − 2 | 3 − 5 | 38 − 39 | 4    |
| 8  | Svetlana Kuznetsova | 7−5, 1−6, 7−5 | 3−6, 6−2, 7−6(6) | 6−3, 0−6, 1−6    |                  | 2 − 1 | 5 − 4 | 38 − 45 | 1    |

### Fase final
|  | Semifinals | Semifinals          | Semifinals         | Semifinals | Semifinals |                    |                  | Final | Final | Final | Final | Final |
|  |            |                     |                    |            |            |                    |                  |       |       |       |       |       |
|  | 1          | Angelique Kerber    | 6                  | 6          |            |                    |                  |       |       |       |       |       |
|  | 2          | Agnieszka Radwańska | 2                  | 1          |            |                    |                  |       |       |       |       |       |
|  | 2          | Agnieszka Radwańska | 2                  | 1          |            | 1                  | Angelique Kerber | 3     | 4     |       |       |       |
|  |            |                     |                    |            |            | 1                  | Angelique Kerber | 3     | 4     |       |       |       |
|  |            | 7                   | Dominika Cibulková | 6          | 6          |                    |                  |       |       |       |       |       |
|  | 7          | 7                   | Dominika Cibulková | 6          | 6          | Dominika Cibulková | 1                | 7     | 6     |       |       |       |
|  | 7          |                     |                    |            |            | Dominika Cibulková | 1                | 7     | 6     |       |       |       |
|  | 8          | Svetlana Kuznetsova | 6                  | 5²         | 4          |                    |                  |       |       |       |       |       |

## Dobles

### Classificació
| Rq | Tennistes                                       | Millors resultats | Millors resultats | Millors resultats | Millors resultats | Millors resultats | Millors resultats | Millors resultats | Millors resultats | Millors resultats | Millors resultats | Millors resultats | Punts | Torn. |
| Rq | Tennistes                                       | 1                 | 2                 | 3                 | 4                 | 5                 | 6                 | 7                 | 8                 | 9                 | 10                | 11                | Punts | Torn. |
| -- | ----------------------------------------------- | ----------------- | ----------------- | ----------------- | ----------------- | ----------------- | ----------------- | ----------------- | ----------------- | ----------------- | ----------------- | ----------------- | ----- | ----- |
| 1  | Caroline Garcia Kristina Mladenovic 06/09/2016  | G 2000            | F 1300            | G 1000            | F 650             | G 470             | G 470             | QF 430            | F 305             | F 305             | R16 240           | QF 190            | 7.360 | 16    |
| 2  | Martina Hingis Sania Mirza 20/06/2016           | G 2000            | G 900             | F 650             | G 470             | G 470             | G 470             | QF 430            | F 305             | R16 240           | QF 190            | QF 190            | 6.315 | 14    |
| 3  | Bethanie Mattek-Sands Lucie Šafářová 06/10/2016 | G 2000            | G 1000            | G 1000            | G 900             | F 305             | R64 10            | R64 10            | R16 1             |                   |                   |                   | 5.226 | 8     |
| 4  | Iekaterina Makàrova Ielena Vesninà 12/09/2016   | F 1300            | G 900             | SF 780            | F 585             | QF 430            | SF 390            | QF 100            | R16 10            | R16 1             |                   |                   | 4.496 | 9     |
| 5  | Andrea Hlaváčková Lucie Hradecká 06/10/2016     | F 1300            | G 470             | QF 430            | SF 350            | G 280             | R16 240           | R16 240           | QF 215            | QF 215            | QF 215            | SF 185            | 4.140 | 17    |
| 6  | Chan Hao-ching Chan Yung-jan 06/10/2016         | G 900             | QF 430            | QF 430            | SF 390            | SF 350            | SF 350            | F 305             | G 280             | G 280             | QF 215            | SF 185            | 4.115 | 20    |
| 7  | Tímea Babos Iaroslava Xvédova 06/10/2016        | F 1300            | F 650             | SF 390            | R16 240           | R16 240           | QF 215            | QF 190            | QF 190            | QF 190            | SF 185            | SF 185            | 3.975 | 12    |
| 8  | Julia Görges Karolína Plíšková 06/10/2016       | SF 780            | SF 780            | F 650             | SF 350            | R16 240           | R16 240           | QF 215            | R16 105           | R16 105           | R32 10            | R32 10            | 3.485 | 11    |
| S1 | Raquel Atawo Abigail Spears                     | SF 780            | G 470             | QF 215            | QF 190            | QF 190            | QF 190            | SF 185            | R32 130           | R32 130           | SF 110            | SF 110            | 2.700 | 21    |

### Quadre
| Quarts de final | Quarts de final                      | Quarts de final | Quarts de final | Quarts de final |  |   | Semifinals                           | Semifinals                          | Semifinals | Semifinals | Semifinals |  |  | Final | Final                                | Final | Final | Final |
|                 |                                      |                 |                 |                 |  |   |                                      |                                     |            |            |            |  |  |       |                                      |       |       |       |
| 1               | Caroline Garcia Kristina Mladenovic  | 6               | 6               |                 |  |   |                                      |                                     |            |            |            |  |  |       |                                      |       |       |       |
| 8               | Julia Görges Karolína Plíšková       | 4               | 2               |                 |  |   | 1                                    | Caroline Garcia Kristina Mladenovic | 3          | 5          |            |  |  |       |                                      |       |       |       |
| 3               | Bethanie Mattek-Sands Lucie Šafářová | 5               | 7               | [10]            |  | 3 | Bethanie Mattek-Sands Lucie Šafářová | 6                                   | 7          |            |            |  |  |       |                                      |       |       |       |
| 7               | Tímea Babos Iaroslava Xvédova        | 7               | 6⁶              | [2]             |  |   |                                      |                                     |            |            |            |  |  | 3     | Bethanie Mattek-Sands Lucie Šafářová | 6⁵    | 3     |       |
| 5               | Andrea Hlaváčková Lucie Hradecká     | 2               | 5               |                 |  |   |                                      |                                     |            |            |            |  |  | 4     | Iekaterina Makàrova Ielena Vesninà   | 7     | 6     |       |
| 4               | Iekaterina Makàrova Ielena Vesninà   | 6               | 7               |                 |  |   | 4                                    | Iekaterina Makàrova Ielena Vesninà  | 3          | 6          | '[10]      |  |  |       |                                      |       |       |       |
| 6               | Chan Hao-ching Chan Yung-jan         | 6¹⁰             | 5               |                 |  | 2 | Martina Hingis Sania Mirza           | 6                                   | 2          | [6]        |            |  |  |       |                                      |       |       |       |
| 2               | Martina Hingis Sania Mirza           | 7               | 7               |                 |  |   |                                      |                                     |            |            |            |  |  |       |                                      |       |       |       |